# NGC 3914
NGC 3914 est une galaxie spirale barrée située dans la constellation du Vierge. NGC 3914 a été découverte par l'astronome germano-britannique William Herschel en 1784.

## Caractéristiques
La classe de luminosité de NGC 3914 est II et elle présente une large raie HI.

### Distance
Sa vitesse par rapport au fond diffus cosmologique est de 6 466 ± 25 km/s, ce qui correspond à une distance de Hubble de 95,4 ± 6,7 Mpc (∼311 millions d'al).
À ce jour, six mesures non basées sur le décalage vers le rouge (redshift) donnent une distance de 81,217 ± 2,844 Mpc (∼265 millions d'al), ce qui est à l'extérieur des valeurs de la distance de Hubble. Notons cependant que c'est avec la valeur moyenne des mesures indépendantes, lorsqu'elles existent, que la base de données NASA/IPAC calcule le diamètre d'une galaxie et qu'en conséquence le diamètre de NGC 3914 pourrait être d'environ 37,1 kpc (∼121 000 al) si on utilisait la distance de Hubble pour le calculer.

### Radiogalaxie
Selon la base de données Simbad, NGC 3914 est une radiogalaxie.